# Coraciiforme
Coraciiformes este un ordin de păsări care cuprinde specii ce trăiesc majoritatea în regiunile tropicale, au un penaj de un colorit viu, fiind foarte diferite ca mod viață. Un caracter comun sunt degetele de la picioare care sunt parțial concrescute.
Numele Coraciiformes înseamnă „sub formă de corb”. Mai exact, provine din limba latină corax, care înseamnă „corb” și forma, care înseamnă „formă”, care este terminația standard pentru ordinele de păsări.

## Sistematică
Relațiile filogenetice dintre cele șase familii din ordinul Coraciiformes sunt prezentate mai jos. Cladograma se bazează pe un studiu amplu realizat de Richard Prum și colegii săi, publicat în 2015. Numărul de specii din fiecare familie este preluat din lista menținută de Frank Gill, Pamela C. Rasmussen și David Donsker în numele Comitetului Ornitologic Internațional (COI).
|  | Meropidae – (31 specii)                                                                     |
|  |                                                                                             |
|  | \| \| Brachypteraciidae – (5 specii) \| \| \| \| \| \| Coraciidae – (13 specii) \| \| \| \| |
|  |                                                                                             |
|  | Brachypteraciidae – (5 specii)                                                              |
|  |                                                                                             |
|  | Coraciidae – (13 specii)                                                                    |
|  |                                                                                             |

|  | Brachypteraciidae – (5 specii) |
|  |                                |
|  | Coraciidae – (13 specii)       |
|  |                                |

|  | Todidae – (5 specii)                                                                   |
|  |                                                                                        |
|  | \| \| Momotidae – (14 specii) \| \| \| \| \| \| Alcedinidae – (118 specii) \| \| \| \| |
|  |                                                                                        |
|  | Momotidae – (14 specii)                                                                |
|  |                                                                                        |
|  | Alcedinidae – (118 specii)                                                             |
|  |                                                                                        |

|  | Momotidae – (14 specii)    |
|  |                            |
|  | Alcedinidae – (118 specii) |
|  |                            |

|  | Meropidae – (31 specii)                                                                     |
|  |                                                                                             |
|  | \| \| Brachypteraciidae – (5 specii) \| \| \| \| \| \| Coraciidae – (13 specii) \| \| \| \| |
|  |                                                                                             |
|  | Brachypteraciidae – (5 specii)                                                              |
|  |                                                                                             |
|  | Coraciidae – (13 specii)                                                                    |
|  |                                                                                             |

|  | Brachypteraciidae – (5 specii) |
|  |                                |
|  | Coraciidae – (13 specii)       |
|  |                                |

|  | Todidae – (5 specii)                                                                   |
|  |                                                                                        |
|  | \| \| Momotidae – (14 specii) \| \| \| \| \| \| Alcedinidae – (118 specii) \| \| \| \| |
|  |                                                                                        |
|  | Momotidae – (14 specii)                                                                |
|  |                                                                                        |
|  | Alcedinidae – (118 specii)                                                             |
|  |                                                                                        |

|  | Momotidae – (14 specii)    |
|  |                            |
|  | Alcedinidae – (118 specii) |
|  |                            |

### FamiliaAlcedinidae
- Genul Ispidina 
  - Ispidina picta
  - Ispidina lecontei
- Genul Corythornis 
  - Corythornis madagascariensis
  - Corythornis leucogaster
  - Corythornis cristatus
  - Corythornis vintsioides
- Genul Alcedo 
  - Alcedo coerulescens – pescăraș albăstrui
  - Alcedo euryzona
  - Alcedo peninsulae
  - Alcedo quadribrachys
  - Alcedo meninting
  - Alcedo atthis – pescăraș albastru
  - Alcedo semitorquata
  - Alcedo hercules – pescăraș uriaș
- Genul Ceyx 
  - Ceyx erithaca
  - Ceyx rufidorsa
  - Ceyx melanurus
  - Ceyx fallax
  - Ceyx sangirensis
  - Ceyx lepidus
  - Ceyx margarethae
  - Ceyx wallacii
  - Ceyx cajeli
  - Ceyx solitarius
  - Ceyx dispar
  - Ceyx mulcatus
  - Ceyx sacerdotis
  - Ceyx meeki
  - Ceyx collectoris
  - Ceyx nigromaxilla
  - Ceyx gentianus
  - Ceyx cyanopectus
  - Ceyx argentatus
  - Ceyx flumenicola
  - Ceyx azureus
  - Ceyx websteri
  - Ceyx pusillus
- Genul Actenoides 
  - Actenoides bougainvillei
  - Actenoides concretus
  - Actenoides lindsayi
  - Actenoides hombroni
  - Actenoides monachus
  - Actenoides princeps
- Genul Melidora 
  - Melidora macrorrhina
- Genul Lacedo 
  - Lacedo pulchella
- Genul Tanysiptera 
  - Tanysiptera galatea
  - Tanysiptera ellioti
  - Tanysiptera riedelii
  - Tanysiptera carolinae
  - Tanysiptera hydrocharis
  - Tanysiptera sylvia
  - Tanysiptera nigriceps
  - Tanysiptera nympha
  - Tanysiptera danae
- Genul Cittura 
  - Cittura cyanotis
  - Cittura sanghirensis
- Genul Dacelo 
  - Dacelo rex
  - Dacelo tyro
  - Dacelo gaudichaud
  - Dacelo novaeguineae
  - Dacelo leachii
- Genul Caridonax 
  - Caridonax fulgidus
- Genul Pelargopsis 
  - Pelargopsis capensis
  - Pelargopsis melanorhyncha
  - Pelargopsis amauroptera
- Genul Halcyon 
  - Halcyon coromanda
  - Halcyon smyrnensis
  - Halcyon gularis
  - Halcyon cyanoventris
  - Halcyon badia
  - Halcyon pileata
  - Halcyon leucocephala
  - Halcyon albiventris
  - Halcyon chelicuti
  - Halcyon malimbica
  - Halcyon senegalensis
- Genul Todiramphus 
  - Todiramphus nigrocyaneus
  - Todiramphus winchelli
  - Todiramphus diops
  - Todiramphus lazuli
  - Todiramphus macleayii
  - Todiramphus albonotatus
  - Todiramphus leucopygius
  - Todiramphus farquhari
  - Todiramphus funebris
  - Todiramphus chloris
  - Todiramphus sordidus
  - Todiramphus colonus
  - Todiramphus albicilla
  - Todiramphus tristrami
  - Todiramphus sacer
  - Todiramphus enigma
  - Todiramphus cinnamominus
  - Todiramphus pelewensis
  - Todiramphus reichenbachii
  - Todiramphus saurophaga
  - Todiramphus sanctus
  - Todiramphus recurvirostris
  - Todiramphus australasia
  - Todiramphus tutus
  - Todiramphus ruficollaris
  - Todiramphus veneratus
  - Todiramphus gambieri
  - Todiramphus gertrudae
  - Todiramphus godeffroyi
  - Todiramphus pyrrhopygius
- Genul Megaceryle 
  - Megaceryle maxima
  - Megaceryle lugubris – pescăraș cu creastă
  - Megaceryle alcyon
  - Megaceryle torquata
- Genul Ceryle 
  - Ceryle rudis – pescăraș pestriț
- Genul Chloroceryle 
  - Chloroceryle amazona
  - Chloroceryle americana – pescăraș verde
    - Chloroceryle inda

  - Chloroceryle aenea – pescăraș mic american

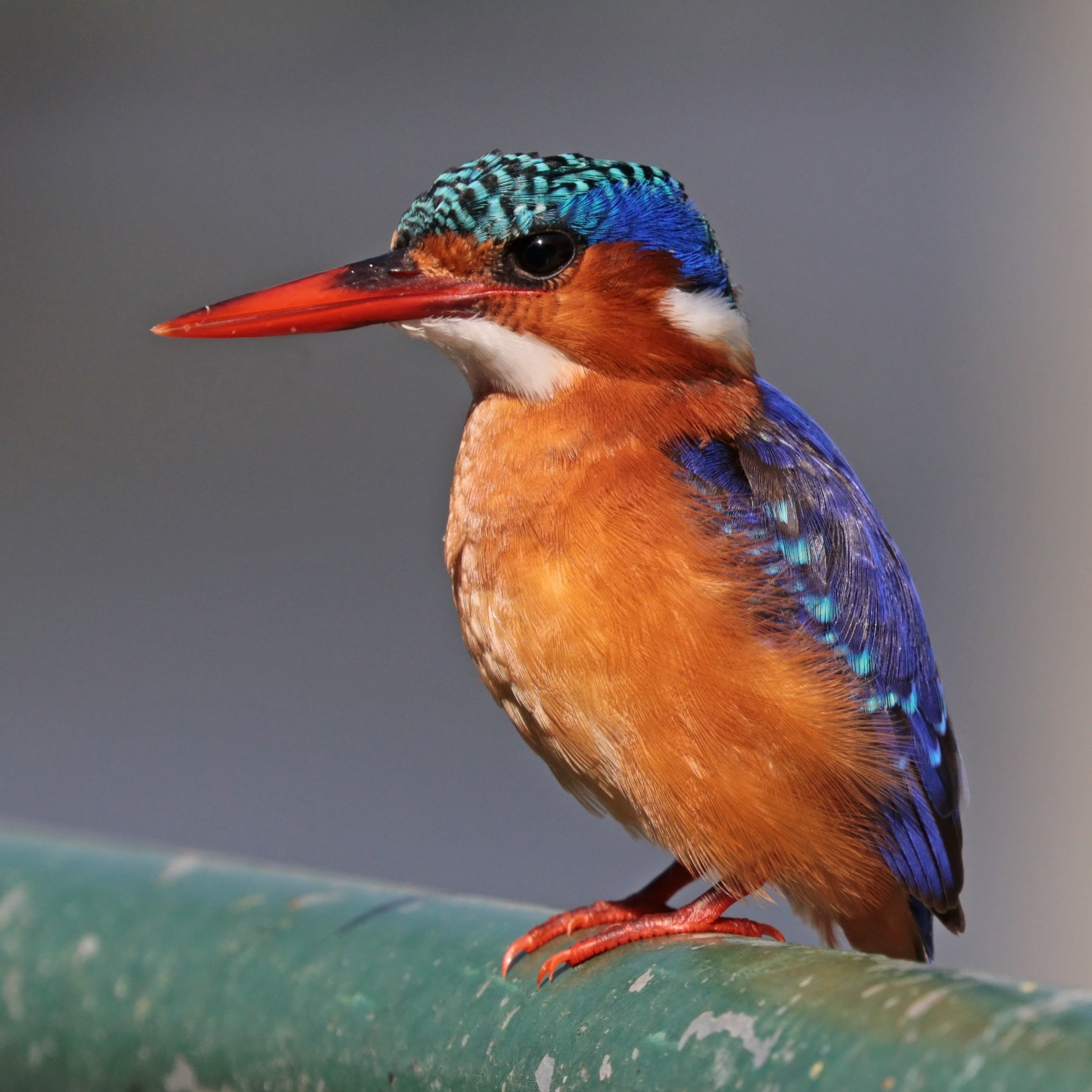
Corythornis cristatus
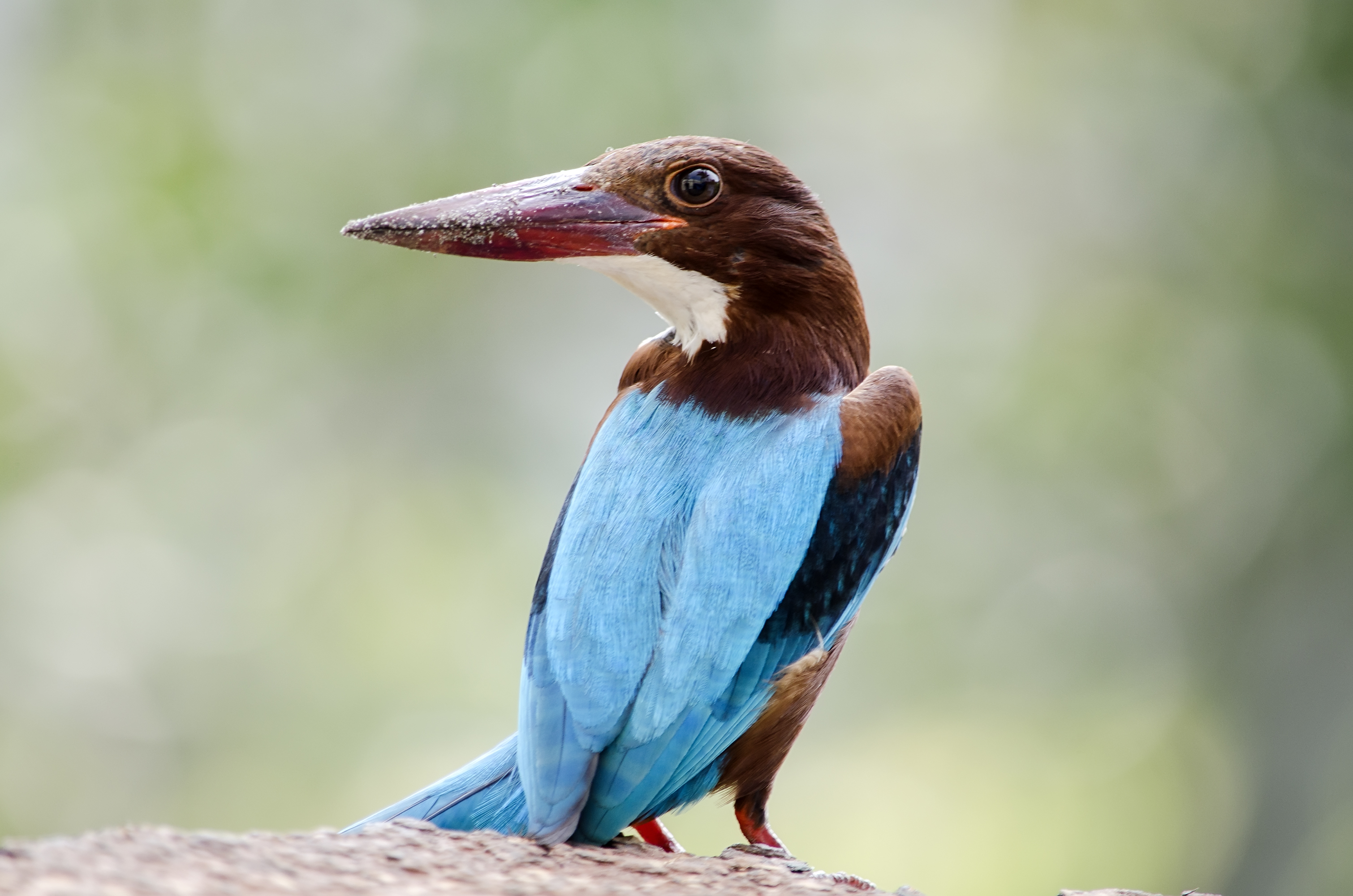
Halcyon smyrnensis
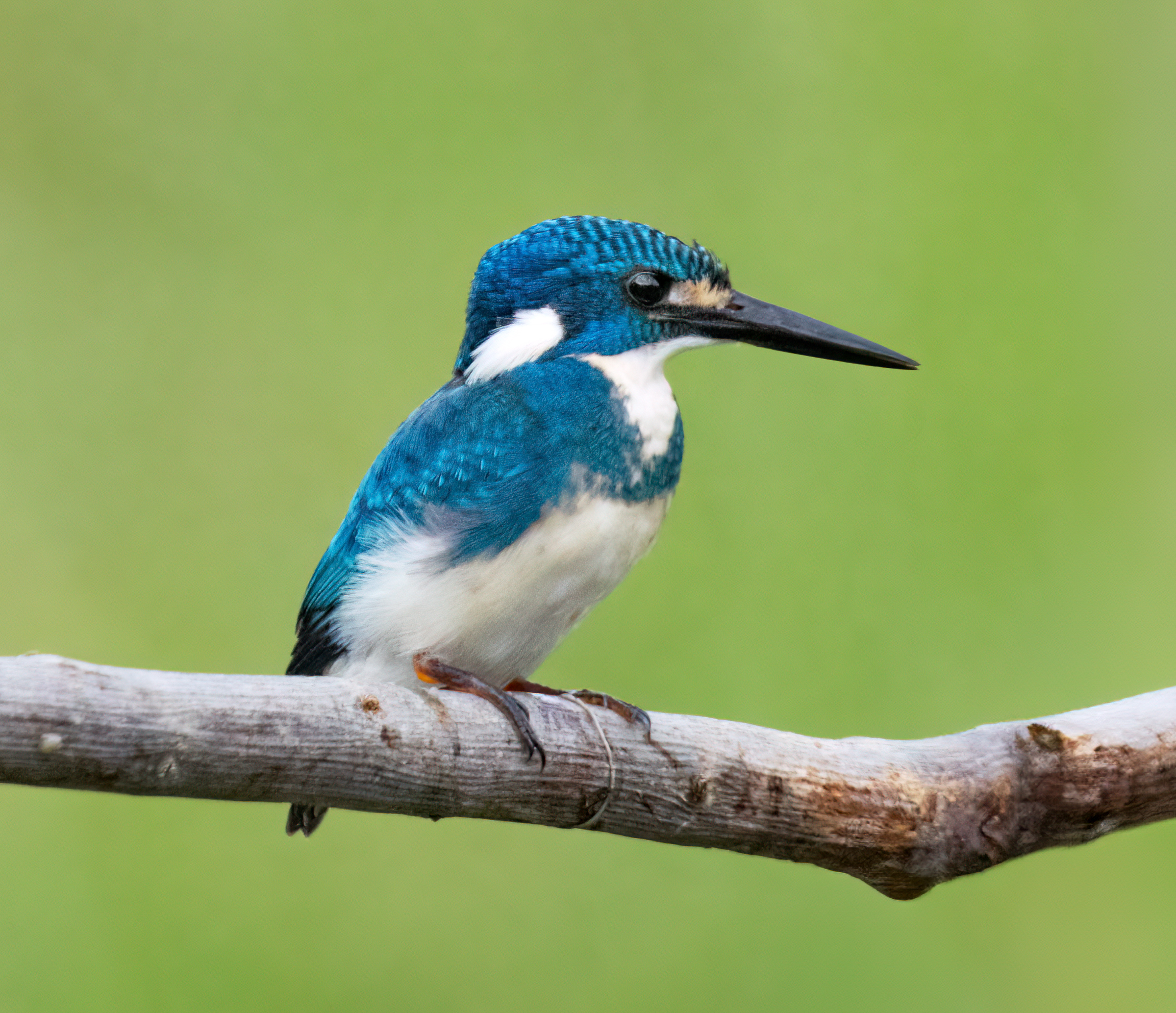
Alcedo coerulescens
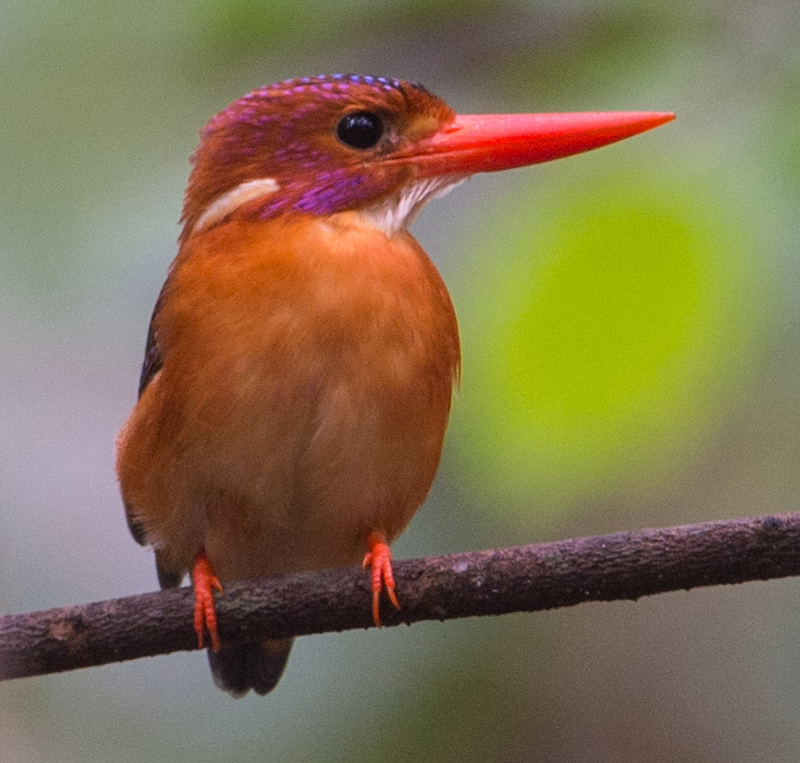
Ceyx fallax

### FamiliaBrachypteraciidae
- Genul Brachypteracias
  - Brachypteracias leptosomus
- Genul Geobiastes
  - Geobiastes squamiger
- Genul Atelornis
  - Atelornis pittoides
  - Atelornis crossleyi
- Genul Uratelornis
  - Uratelornis chimaera

### FamiliaCoraciidae
- Genul: Coracias
  - Coracias garrulus
  - Coracias abyssinicus
  - Coracias caudatus
  - Coracias spatulatus
  - Coracias naevius
  - Coracias benghalensis
  - Coracias temminckii
  - Coracias cyanogaster
  - Coracias affinis
- Genul: Eurystomus
  - Eurystomus glaucurus
  - Eurystomus gularis
  - Eurystomus azureus
  - Eurystomus orientalis

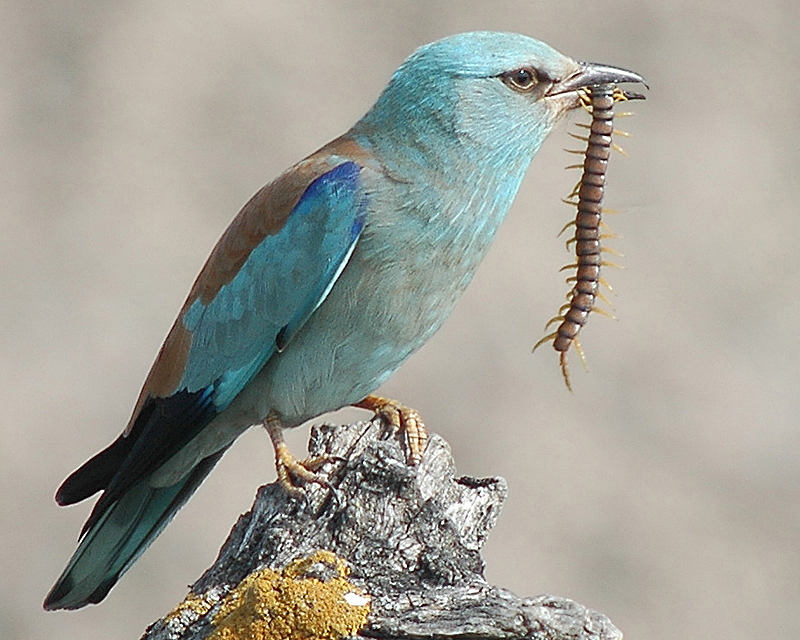
Dumbrăveancă
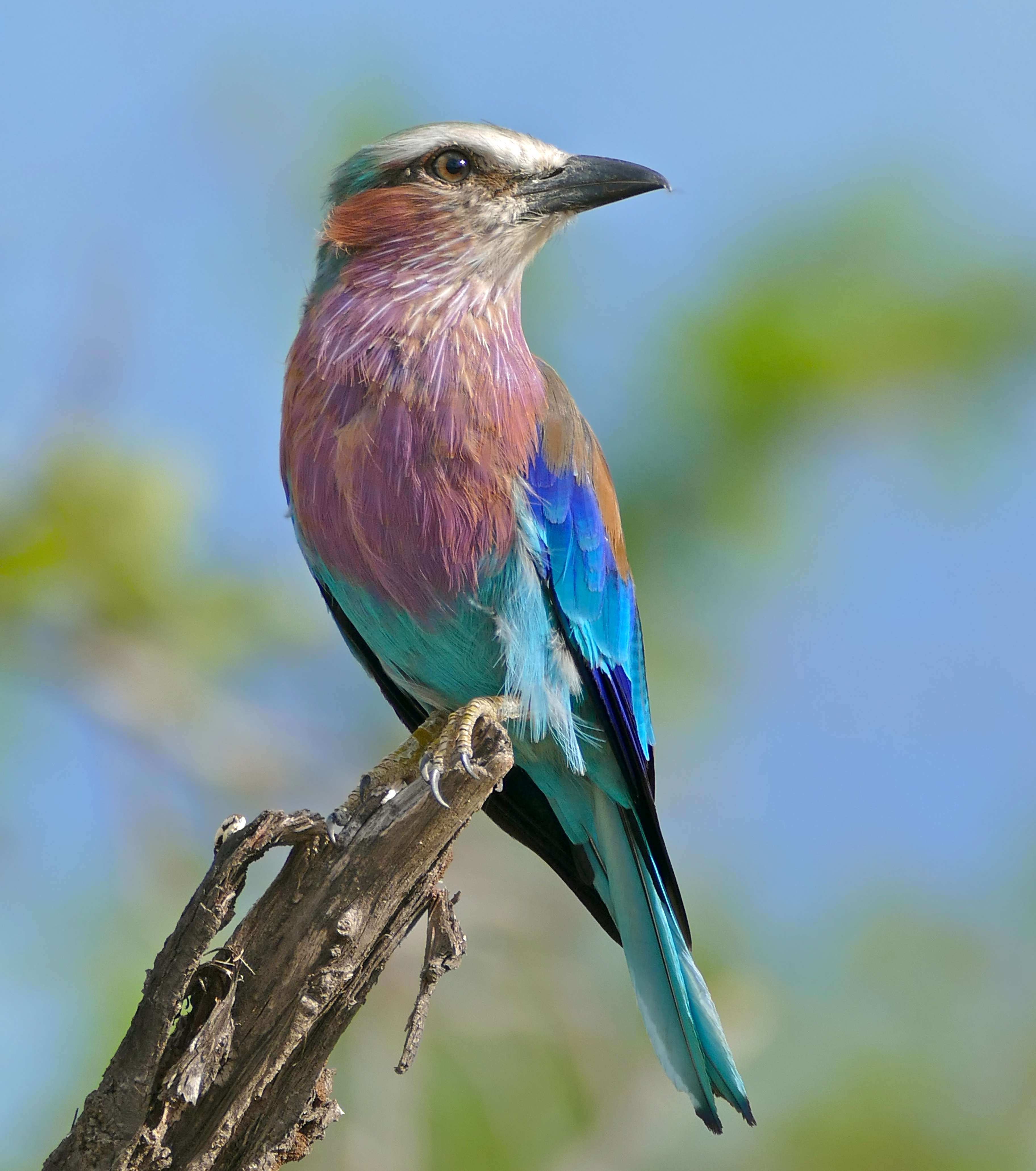
Coracias caudatus
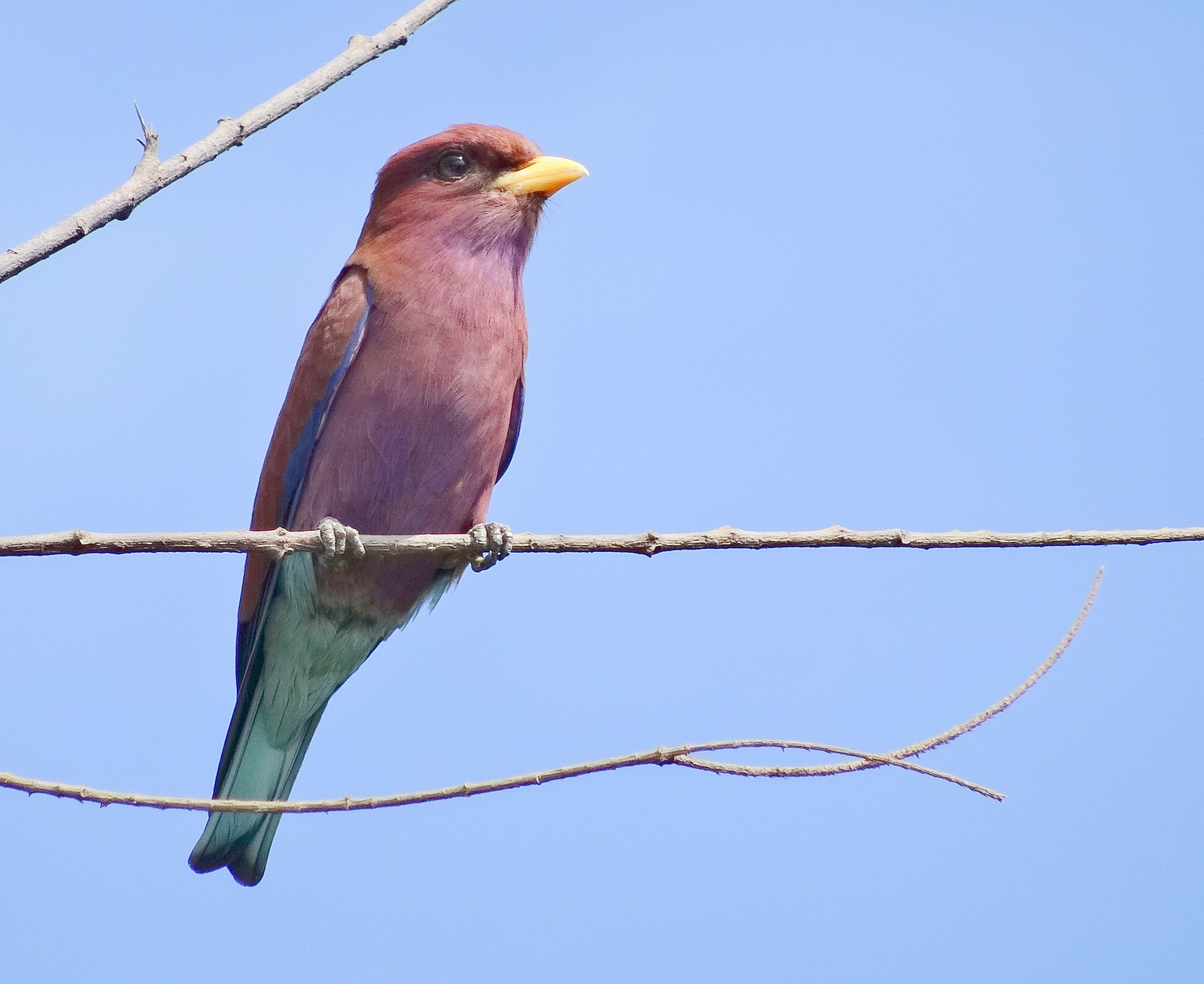
Eurystomus glaucurus
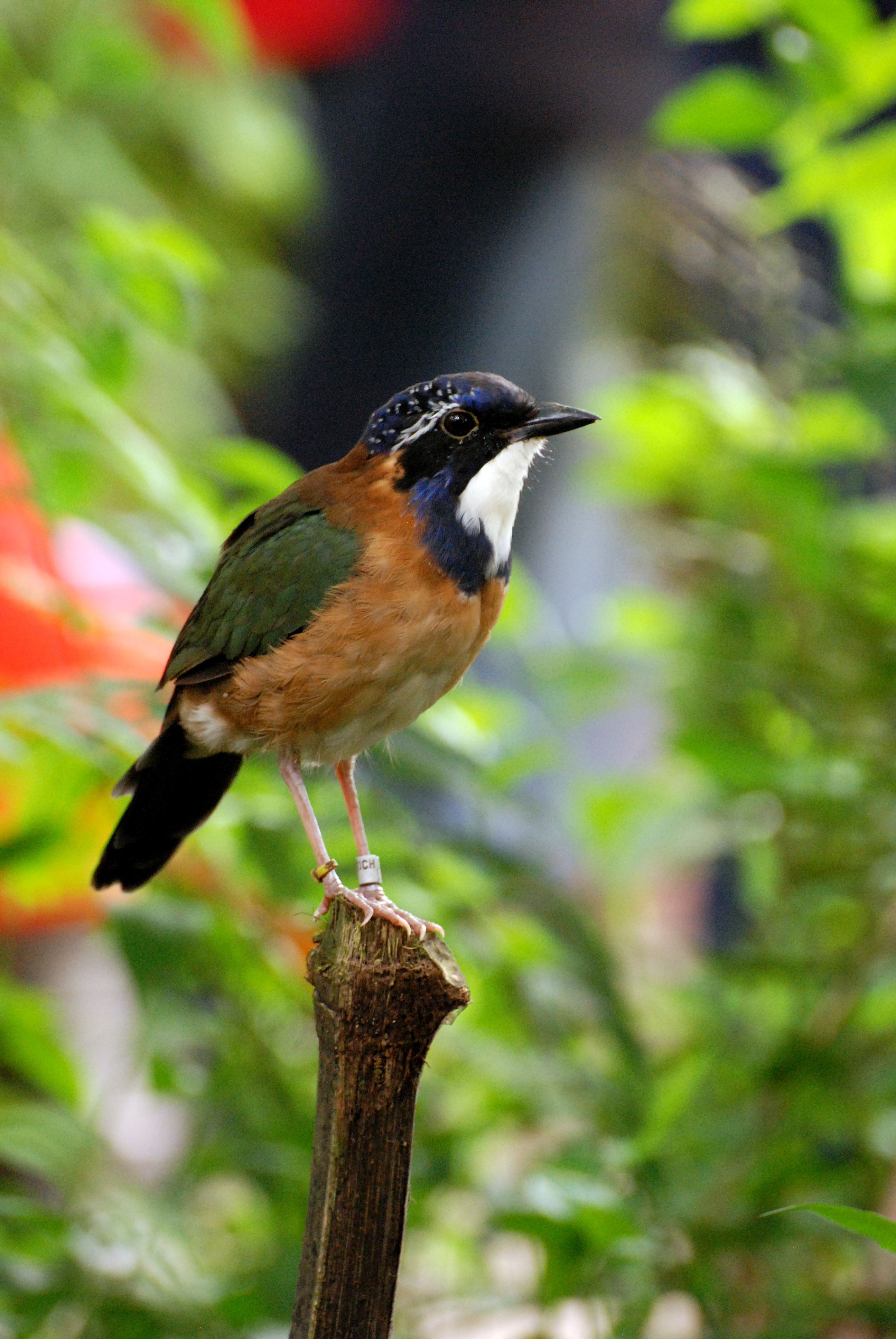
Atelornis pittoides

### FamiliaMeropidae
- Genul Meropogon
  - Meropogon forsteni
- Genul Merops
  - Merops breweri
  - Merops muelleri – prigorie cu cap albastru
  - Merops mentalis
  - Merops gularis – prigorie neagră
  - Merops hirundineus – prigorie cu coadă de rândunică
  - Merops pusillus – prigorie mică
  - Merops variegatus – prigorie cu piept albastru
  - Merops oreobates prigorie de munte
  - Merops bulocki – prigorie cu gât roșu
  - Merops bullockoides – prigorie cu fruntea albă
  - Merops revoilii  – prigorie somaleză
  - Merops albicollis – prigorie cu gât alb
  - Merops boehmi
  - Merops americanus
  - Merops orientalis – prigorie verde asiatică
  - Merops persicus – prigorie cu obraz albastru
  - Merops superciliosus – prigorie măslinie
  - Merops philippinus – prigorie cu coadă albastră
  - Merops lafresnayii – prigorie etiopiană
  - Merops viridissimus – prigorie verde africană
  - Merops cyanophrys – prigorie verde arabă
  - Merops ornatus – prigorie curcubeu
  - Merops viridis – prigorie cu gât albastru
  - Merops leschenaulti – prigorie cu cap castaniu
  - Merops apiaster – prigorie europeană
  - Merops malimbicus – prigorie roz
  - Merops nubicus – prigorie stacojie
  - Merops nubicoides – prigorie cărămizie

- Genul Nyctyornis
  - Nyctyornis amictus
  - Nyctyornis athertoni

### FamiliaMomotidae
- Genul Hylomanes
  - Hylomanes momotula
- Genul Aspatha
  - Aspatha gularis
- Genul Momotus
  - Momotus mexicanus
  - Momotus coeruliceps
  - Momotus lessonii
  - Momotus subrufescens
  - Momotus bahamensis
  - Momotus momota
  - Momotus aequatorialis
- Genul Baryphthengus
  - Baryphthengus martii
  - Baryphthengus ruficapillus
- Genul Electron
  - Electron carinatum
  - Electron platyrhynchum
- Genul Eumomota
  - Eumomota superciliosa

### FamiliaTodidae
- Genul Todus
  - Todus angustirostris
  - Todus mexicanus
  - Todus multicolor
  - Todus subulatus
  - Todus todus

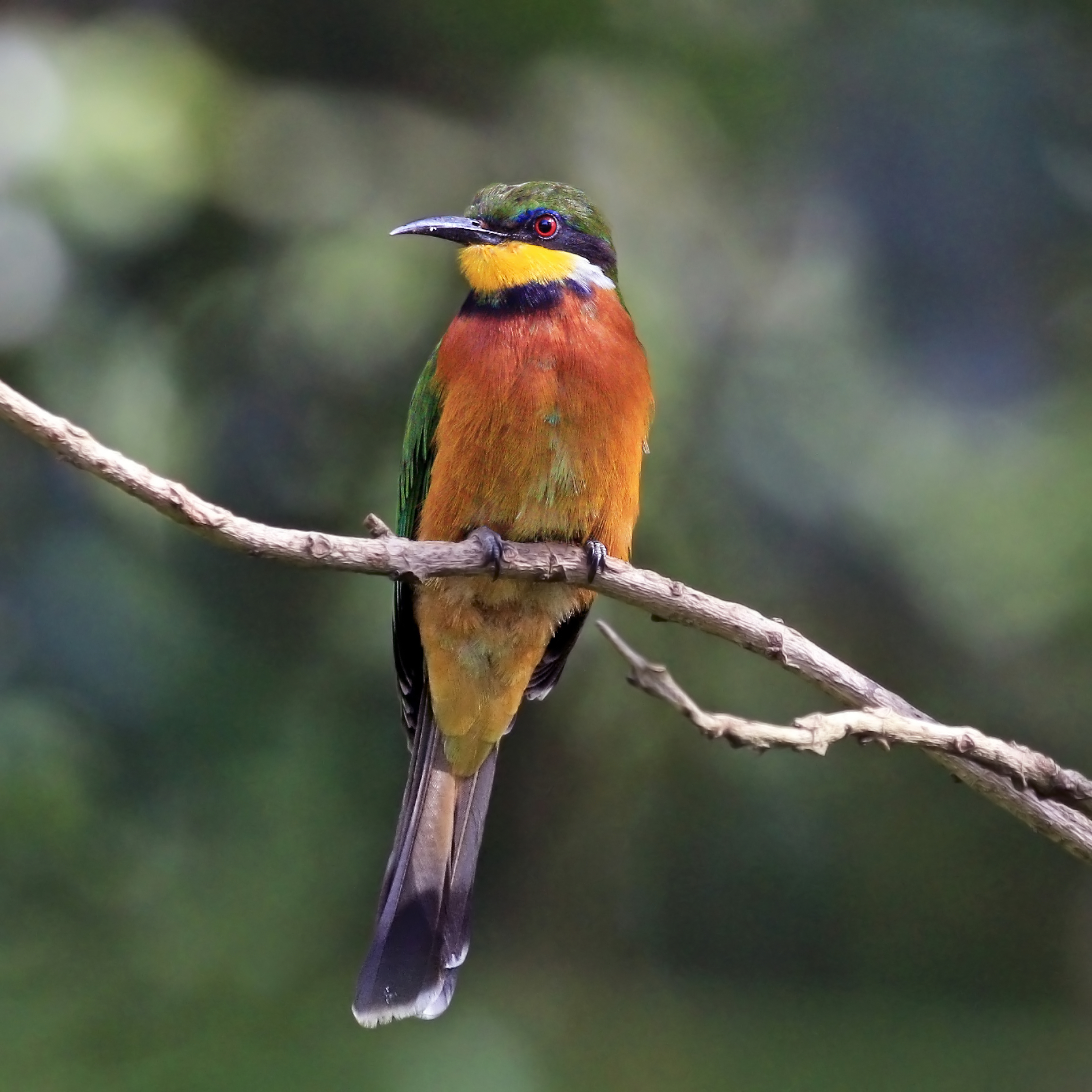
Prigorie de munte
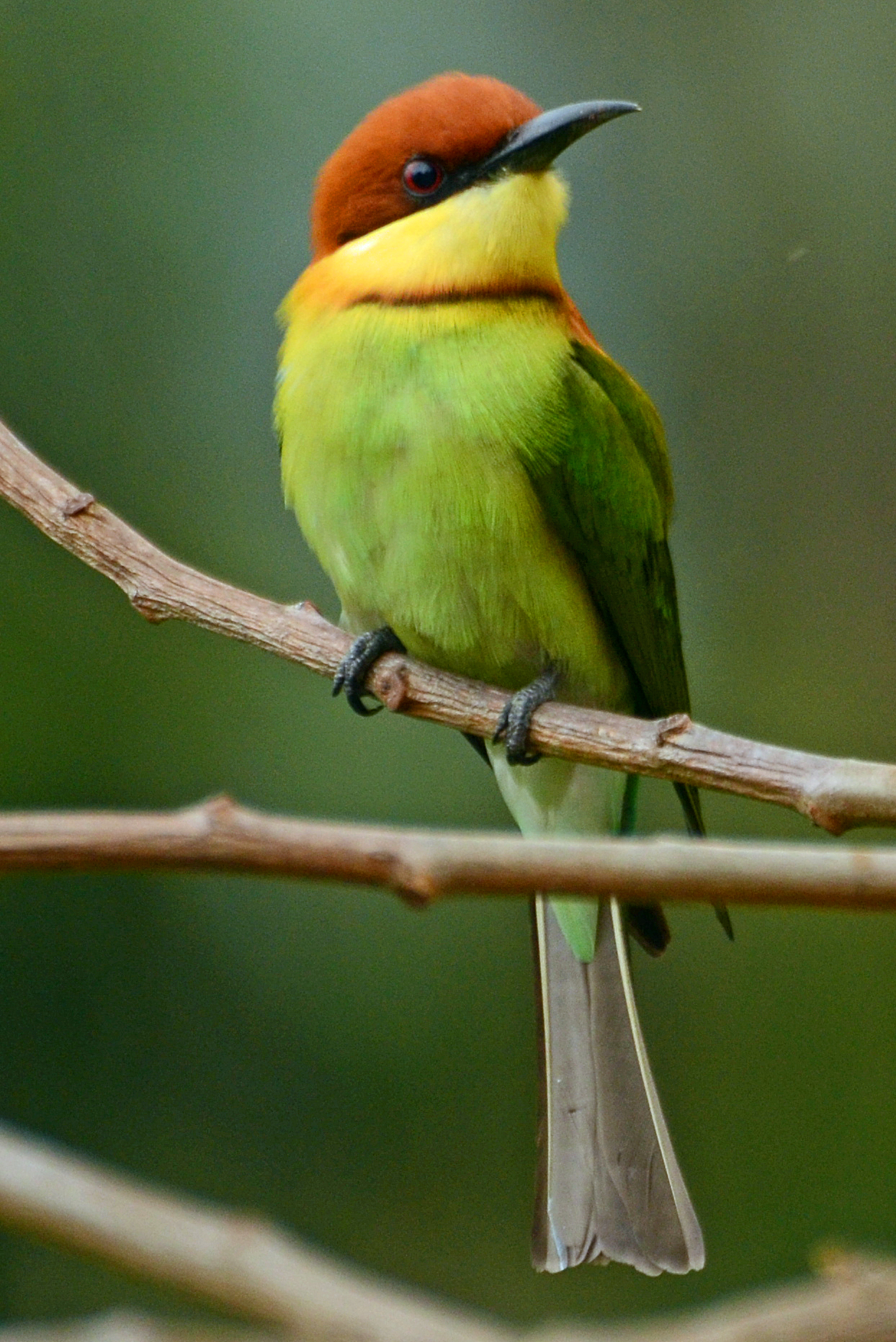
Prigorie cu cap castaniu
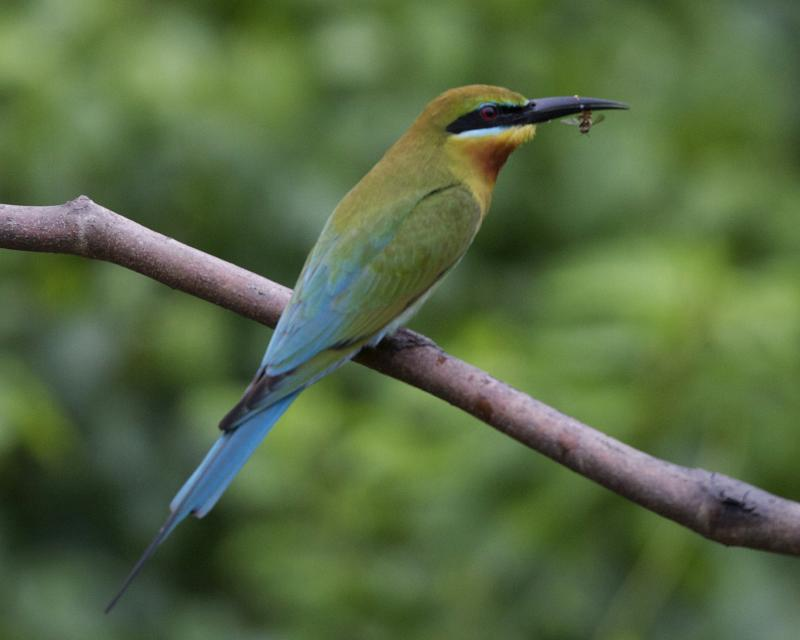
Prigorie cu coadă albastră
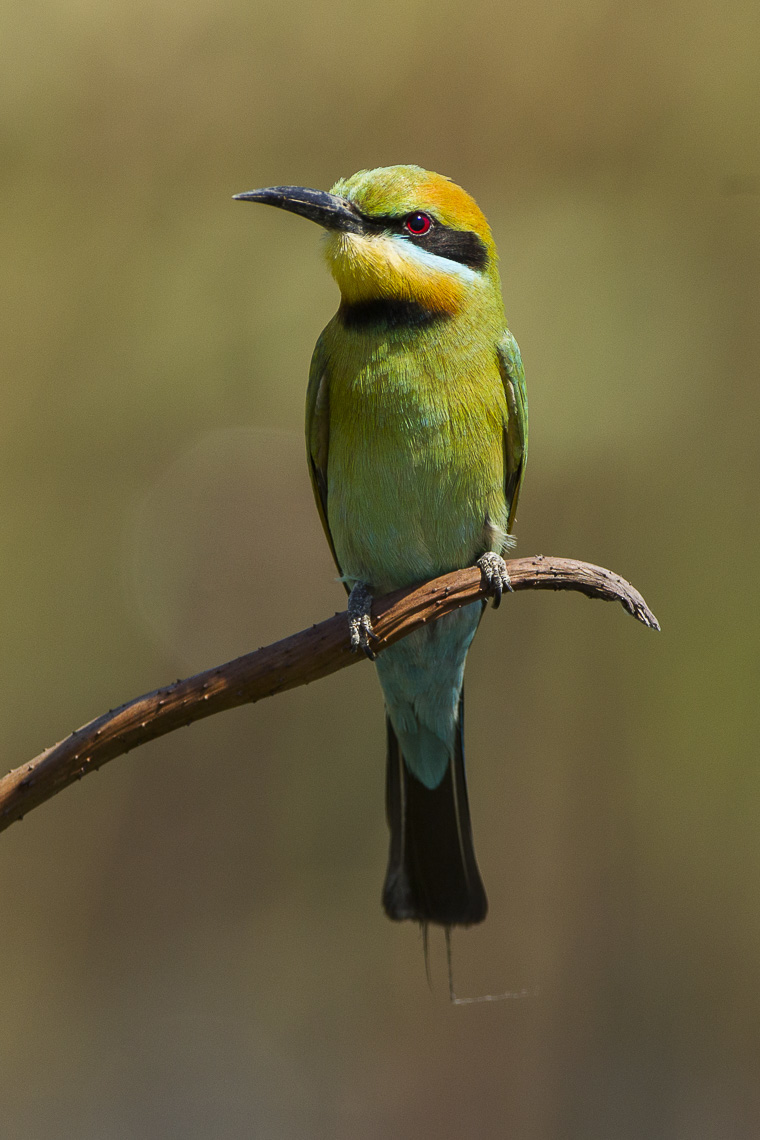
Prigorie curcubeu
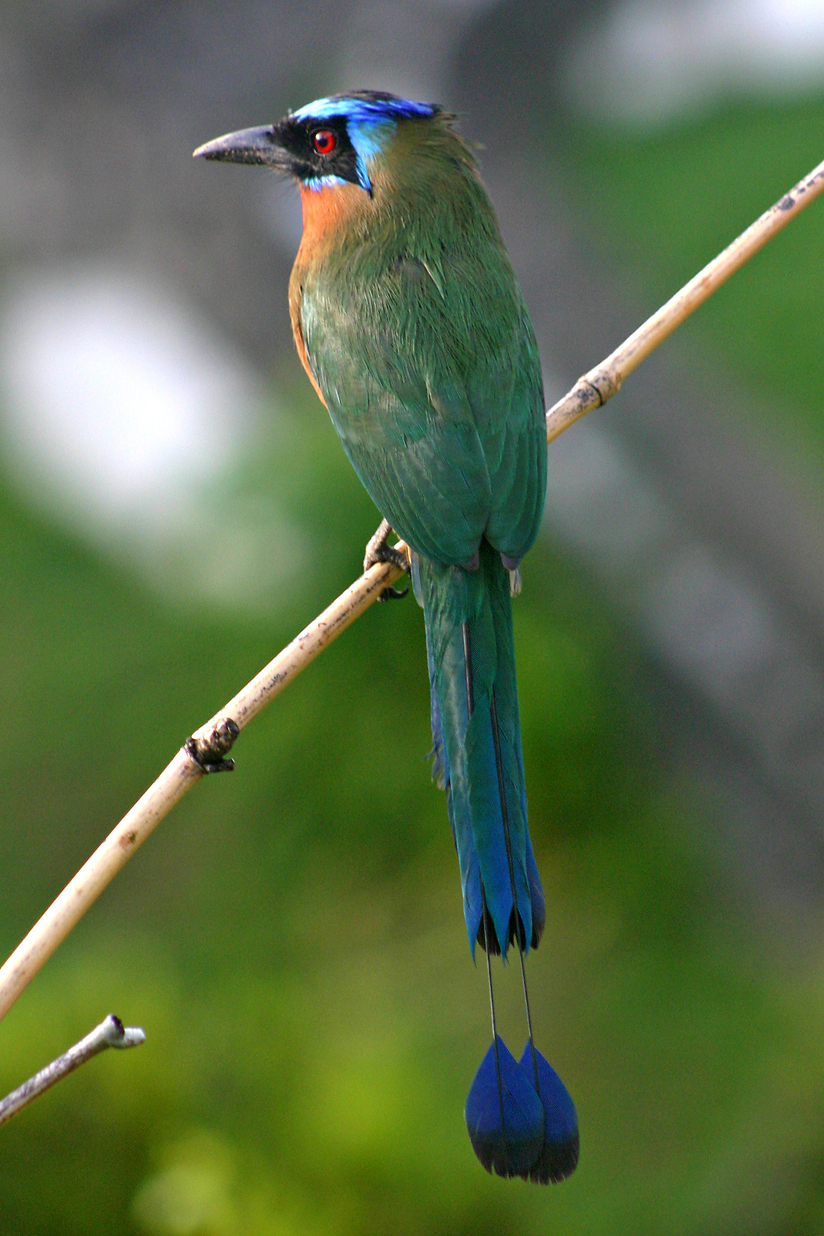
Momotus momota

## Specii din România
În avifauna României sunt întâlnite 3 specii de coraciiforme:
- Familia: Coraciidae
Coracias garrulus (Subspecia Coracias garrulus garrulus) = Dumbrăveancă
- Familia: Alcedinidae
Alcedo atthis (Subspeciile Alcedo atthis atthis și Alcedo atthis ispida) = Pescăraș albastru, Pescăruș albastru
- Familia: Meropidae
Merops apiaster = Prigorie, Prigoare, Albinărel

## Specii din Republica Moldova
Avifauna Republicii Moldova conține 3 specii de coraciiforme :
- Familia: Coraciidae
Coracias garrulus (Subspecia Coracias garrulus garrulus) = Dumbrăveancă
- Familia: Alcedinidae
Alcedo atthis (Subspecia Alcedo atthis atthis ) = Pescăruș albastru
- Familia: Meropidae
Merops apiaster = Prigorie

## Lista speciilor din România
| Denumirea științifică latină     | Denumirea română                     | Subspecii                                                                 | Categorie fenologică        | Populația estimată din România           | Statutul IUCN              | Imaginea |
| Ordinul: Coraciiformes           |                                      |                                                                           |                             |                                          |                            |          |
| Familia: Coraciidae              |                                      |                                                                           |                             |                                          |                            |          |
| Coracias garrulus Linnaeus, 1758 | Dumbrăveancă                         | Coracias garrulus garrulus Linnaeus, 1758                                 | Migratoare. Oaspete de vară | 4.600-6.500 de perechi cuibăritoare.     | Neamenințată cu dispariția |          |
| Familia: Alcedinidae             |                                      |                                                                           |                             |                                          |                            |          |
| Alcedo atthis (Linnaeus, 1758)   | Pescăraș albastru, Pescăruș albastru | Alcedo atthis atthis (Linnaeus, 1758) Alcedo atthis ispida Linnaeus, 1758 | Sedentară                   | 5.500-10.000 de perechi cuibăritoare     | Neamenințată cu dispariția |          |
| Familia: Meropidae               |                                      |                                                                           |                             |                                          |                            |          |
| Merops apiaster Linnaeus, 1758   | Prigorie, Prigoare, Albinărel        |                                                                           | Migratoare. Oaspete de vară | 200.000-400.000 de perechi cuibăritoare. | Neamenințată cu dispariția |          |